# 牛通
牛通（1442年—?），字道亨，山西大同府大同縣人，軍籍，明朝政治人物。進士出身。

## 生平
早年出身國子生，山西鄉試第十名。成化十四年（1478年）戊戌科會試第一百五十四名，殿試登進士第三甲第一百二十六名。授无极县知县。

## 家族
曾祖父牛大林。祖父牛興。父亲牛真，曾任縣主簿。嫡母王氏，生母王氏。永感下。弟牛逵。娶李氏。